# لو لوكل (سويسرا)
لو لوكل (بالفرنسية: Le Locle)‏ هي واحدة من بلديات كانتون نيوشاتل في سويسرا. يقدر عدد سكانها بـ 10,240 نسمة .

## المدن التوأمة
مدن Gérardmer وSidmouth هي مدن توأمة لـلو لوكل (سويسرا).

## معرض صور

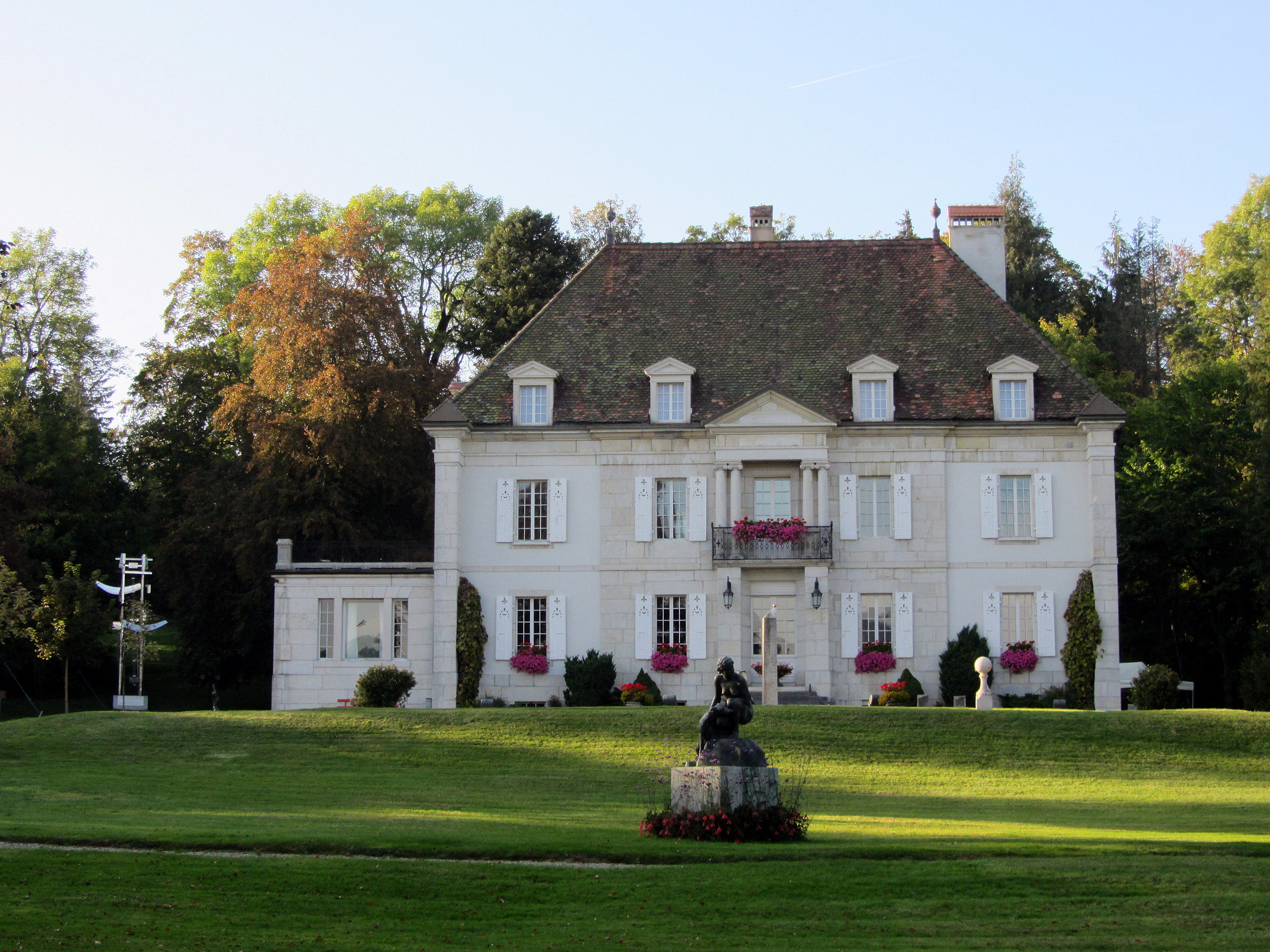
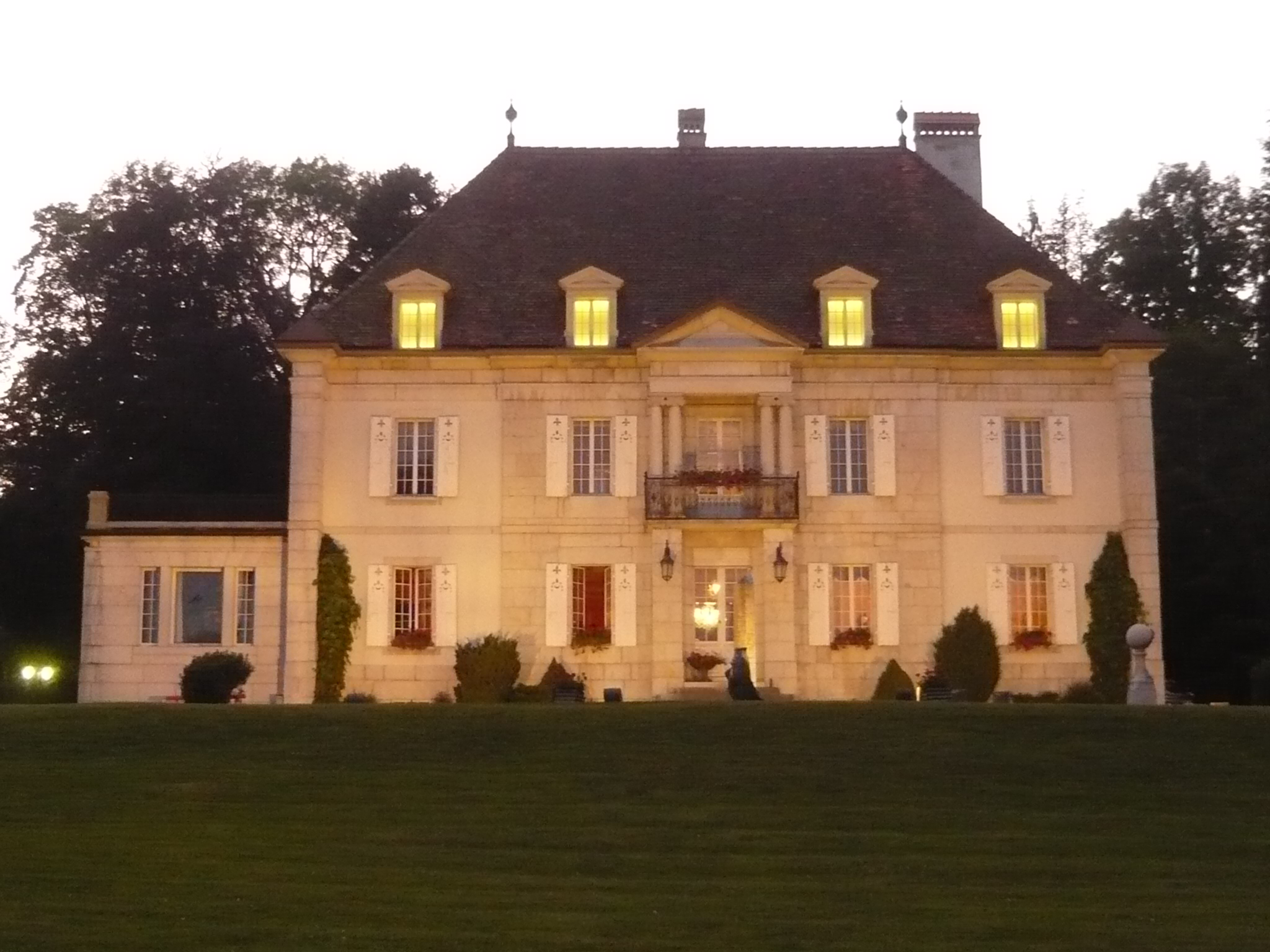
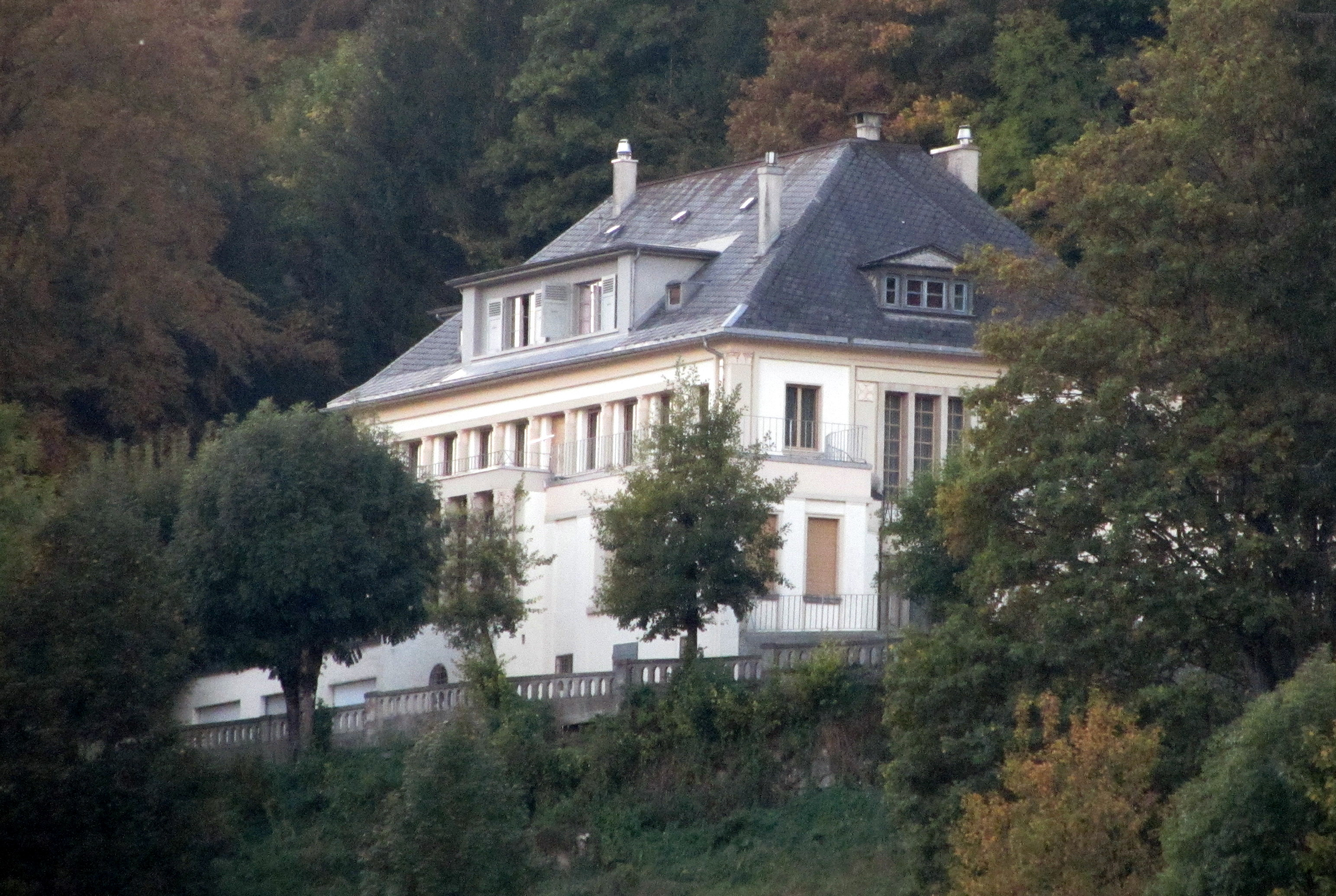
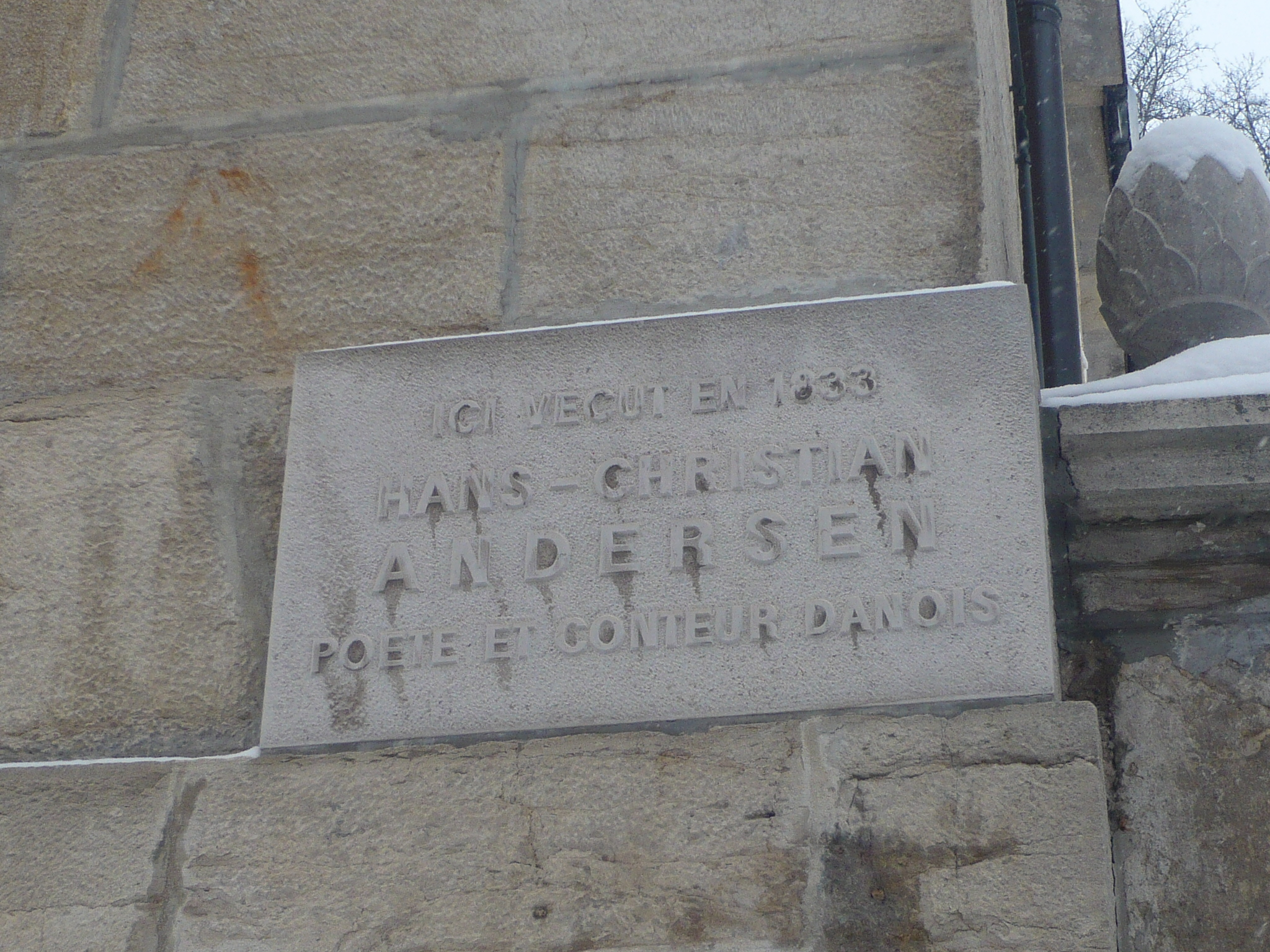
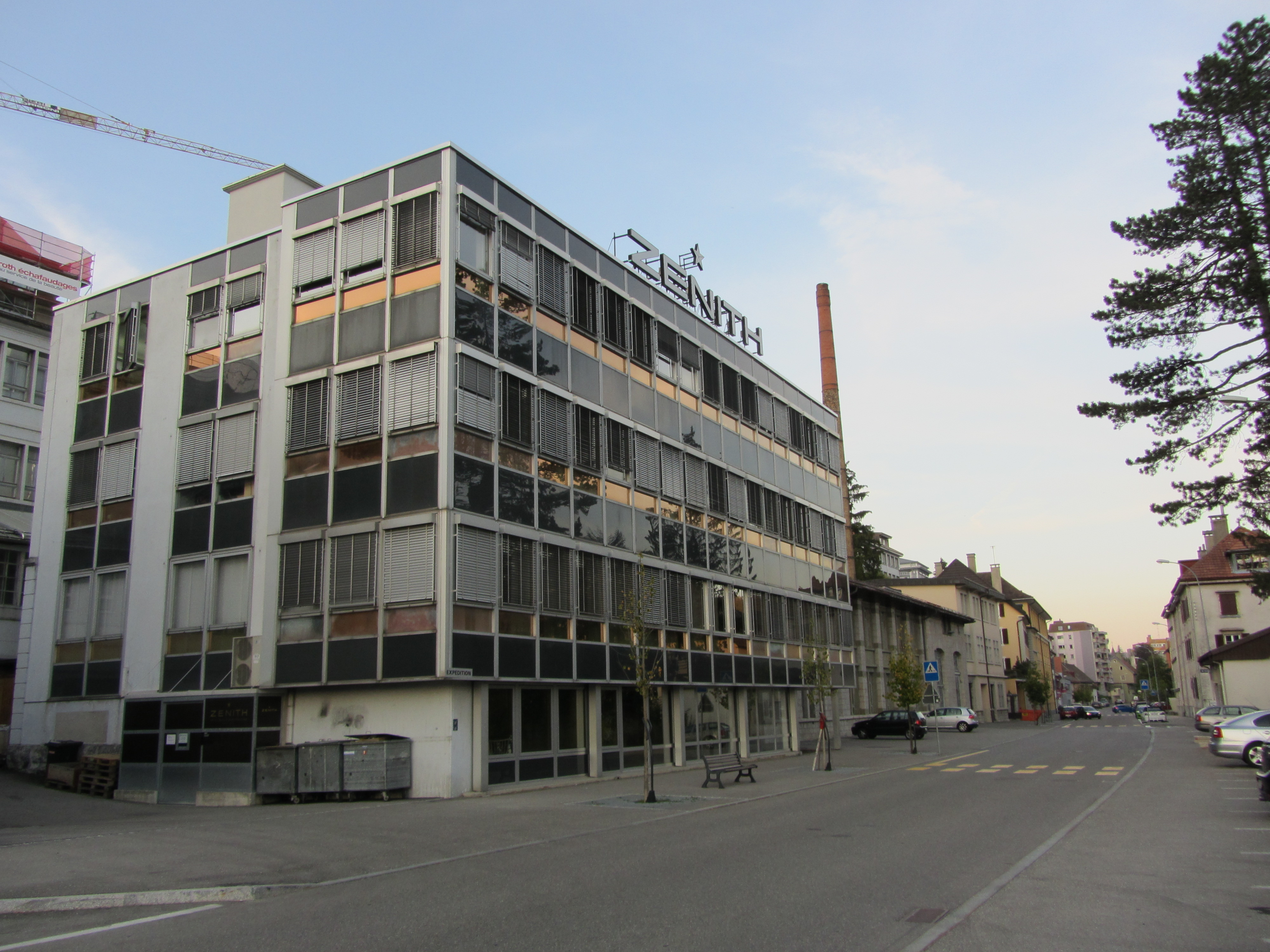
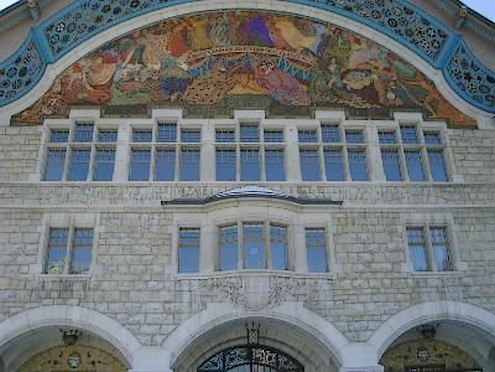

## أعلام
- جويل كاسترو بيريرا
- برنارد شالانديس
- جوليس فافر
- فرانسوا فورستر
- أوغست جاكارد
- بول كونراد